# یروما
لی رو-ما (کره‌ای: 이루마 متولد ۱۵ فوریه ۱۹۷۸) که او را بیشتر با نام هنری یروما (کره‌ای: 이루마) می‌شناسند، یک پیانیست و آهنگ ساز اهل کره جنوبی است. یروما اغلب کنسرت‌های خود را در آسیا، اروپا و شمال آمریکا انجام می‌دهد. آلما ماتر او، دانشگاه کینگز لندن به محبوبیت او در اروپا کمک کرد.
در میان محبوب‌ترین قطعه‌های او می‌توان به «در تو رود جریان دارد» (به انگلیسی: River Flows in You)، «بوسه باران» (به انگلیسی: Kiss the Rain)، و «شاید» (به انگلیسی: May Be) اشاره کرد. محبوب‌ترین آلبوم یروما عشق اول (به انگلیسی: First Love) است که در سال ۲۰۰۱ منتشر شد.

## سبک موسیقی
سبک موسیقی ییروما در درجه اول بر سبک نیوایج تمرکز می‌کند و گفته می‌شود که در موسیقی‌های کلاسیک معاصر در نمرات فیلم یا فیلم‌های تلویزیونی مشابه است.